# خانه رفیعی
خانه رفیعی مربوط به دوره قاجار است و در بوشهر، خیابان انقلاب، کوچه ناردون، پلاک ۶ واقع شده و این اثر در تاریخ ۲ آبان ۱۳۸۲ با شمارهٔ ثبت ۱۰۴۸۹ به‌عنوان یکی از آثار ملی ایران به ثبت رسیده است.